# Lista di asteroidi (192001-193000)
Di seguito una lista di asteroidi dal numero 192001 al 193000 con data di scoperta e scopritore.

## 192001-192100
| Nome                | Designazione provvisoria | Data di scoperta | Scopritore          |
| ------------------- | ------------------------ | ---------------- | ------------------- |
| 192001 Raynatedford | 2005 XG112               | 2 dicembre 2005  | Buie, M. W.         |
| 192002 -            | 2005 XB117               | 1 dicembre 2005  | Mount Lemmon Survey |
| 192003 -            | 2005 YH1                 | 21 dicembre 2005 | CSS                 |
| 192004 -            | 2005 YH24                | 24 dicembre 2005 | Spacewatch          |
| 192005 -            | 2005 YZ24                | 24 dicembre 2005 | Spacewatch          |
| 192006 -            | 2005 YO29                | 24 dicembre 2005 | Spacewatch          |
| 192007 -            | 2005 YO33                | 24 dicembre 2005 | Spacewatch          |
| 192008 -            | 2005 YJ35                | 25 dicembre 2005 | Spacewatch          |
| 192009 -            | 2005 YG41                | 21 dicembre 2005 | Spacewatch          |
| 192010 -            | 2005 YA42                | 22 dicembre 2005 | Spacewatch          |
| 192011 -            | 2005 YP42                | 24 dicembre 2005 | Spacewatch          |
| 192012 -            | 2005 YT60                | 22 dicembre 2005 | Spacewatch          |
| 192013 -            | 2005 YR61                | 24 dicembre 2005 | Spacewatch          |
| 192014 -            | 2005 YV66                | 25 dicembre 2005 | Spacewatch          |
| 192015 -            | 2005 YU70                | 27 dicembre 2005 | Mount Lemmon Survey |
| 192016 -            | 2005 YP72                | 24 dicembre 2005 | Spacewatch          |
| 192017 -            | 2005 YB77                | 24 dicembre 2005 | Spacewatch          |
| 192018 -            | 2005 YV109               | 25 dicembre 2005 | Spacewatch          |
| 192019 -            | 2005 YA116               | 25 dicembre 2005 | Spacewatch          |
| 192020 -            | 2005 YJ148               | 25 dicembre 2005 | Spacewatch          |
| 192021 -            | 2005 YN148               | 25 dicembre 2005 | Spacewatch          |
| 192022 -            | 2005 YG158               | 27 dicembre 2005 | Spacewatch          |
| 192023 -            | 2005 YK175               | 22 dicembre 2005 | Spacewatch          |
| 192024 -            | 2005 YA176               | 22 dicembre 2005 | Spacewatch          |
| 192025 -            | 2005 YH193               | 30 dicembre 2005 | Spacewatch          |
| 192026 -            | 2005 YM193               | 30 dicembre 2005 | Spacewatch          |
| 192027 -            | 2005 YG201               | 22 dicembre 2005 | Spacewatch          |
| 192028 -            | 2005 YO211               | 28 dicembre 2005 | CSS                 |
| 192029 -            | 2005 YS211               | 28 dicembre 2005 | CSS                 |
| 192030 -            | 2005 YS224               | 25 dicembre 2005 | Spacewatch          |
| 192031 -            | 2005 YU225               | 25 dicembre 2005 | Spacewatch          |
| 192032 -            | 2005 YF247               | 30 dicembre 2005 | Mount Lemmon Survey |
| 192033 -            | 2005 YG247               | 30 dicembre 2005 | Mount Lemmon Survey |
| 192034 -            | 2005 YL269               | 25 dicembre 2005 | Mount Lemmon Survey |
| 192035 -            | 2005 YV273               | 30 dicembre 2005 | Mount Lemmon Survey |
| 192036 -            | 2005 YW273               | 30 dicembre 2005 | Mount Lemmon Survey |
| 192037 -            | 2005 YU274               | 25 dicembre 2005 | CSS                 |
| 192038 -            | 2005 YE275               | 25 dicembre 2005 | Mount Lemmon Survey |
| 192039 -            | 2005 YM286               | 30 dicembre 2005 | Spacewatch          |
| 192040 -            | 2005 YF287               | 25 dicembre 2005 | CSS                 |
| 192041 -            | 2005 YG287               | 29 dicembre 2005 | LINEAR              |
| 192042 -            | 2006 AP4                 | 4 gennaio 2006   | Spacewatch          |
| 192043 -            | 2006 AK14                | 5 gennaio 2006   | Mount Lemmon Survey |
| 192044 -            | 2006 AH32                | 5 gennaio 2006   | CSS                 |
| 192045 -            | 2006 AX45                | 5 gennaio 2006   | Spacewatch          |
| 192046 -            | 2006 AE73                | 7 gennaio 2006   | LONEOS              |
| 192047 -            | 2006 AX78                | 5 gennaio 2006   | Spacewatch          |
| 192048 -            | 2006 AY85                | 11 gennaio 2006  | LONEOS              |
| 192049 -            | 2006 AU92                | 7 gennaio 2006   | Mount Lemmon Survey |
| 192050 -            | 2006 AJ93                | 7 gennaio 2006   | Spacewatch          |
| 192051 -            | 2006 AT95                | 9 gennaio 2006   | Spacewatch          |
| 192052 -            | 2006 AU96                | 10 gennaio 2006  | CSS                 |
| 192053 -            | 2006 AV96                | 10 gennaio 2006  | CSS                 |
| 192054 -            | 2006 BO12                | 21 gennaio 2006  | Spacewatch          |
| 192055 -            | 2006 BA36                | 23 gennaio 2006  | Spacewatch          |
| 192056 -            | 2006 BR40                | 21 gennaio 2006  | Spacewatch          |
| 192057 -            | 2006 BC41                | 22 gennaio 2006  | LONEOS              |
| 192058 -            | 2006 BT43                | 23 gennaio 2006  | Spacewatch          |
| 192059 -            | 2006 BA45                | 23 gennaio 2006  | Mount Lemmon Survey |
| 192060 -            | 2006 BW58                | 23 gennaio 2006  | Spacewatch          |
| 192061 -            | 2006 BE60                | 26 gennaio 2006  | Spacewatch          |
| 192062 -            | 2006 BY79                | 23 gennaio 2006  | Spacewatch          |
| 192063 -            | 2006 BF83                | 24 gennaio 2006  | LINEAR              |
| 192064 -            | 2006 BX83                | 25 gennaio 2006  | Spacewatch          |
| 192065 -            | 2006 BY83                | 25 gennaio 2006  | Spacewatch          |
| 192066 -            | 2006 BF90                | 25 gennaio 2006  | Spacewatch          |
| 192067 -            | 2006 BT90                | 25 gennaio 2006  | Spacewatch          |
| 192068 -            | 2006 BA93                | 26 gennaio 2006  | Spacewatch          |
| 192069 -            | 2006 BU93                | 26 gennaio 2006  | Spacewatch          |
| 192070 -            | 2006 BH96                | 26 gennaio 2006  | Spacewatch          |
| 192071 -            | 2006 BW96                | 26 gennaio 2006  | Mount Lemmon Survey |
| 192072 -            | 2006 BG98                | 27 gennaio 2006  | Spacewatch          |
| 192073 -            | 2006 BW98                | 25 gennaio 2006  | Spacewatch          |
| 192074 -            | 2006 BY98                | 25 gennaio 2006  | Spacewatch          |
| 192075 -            | 2006 BW101               | 23 gennaio 2006  | Mount Lemmon Survey |
| 192076 -            | 2006 BO103               | 23 gennaio 2006  | Mount Lemmon Survey |
| 192077 -            | 2006 BK116               | 26 gennaio 2006  | Spacewatch          |
| 192078 -            | 2006 BU123               | 26 gennaio 2006  | Spacewatch          |
| 192079 -            | 2006 BC126               | 26 gennaio 2006  | Spacewatch          |
| 192080 -            | 2006 BF139               | 28 gennaio 2006  | Mount Lemmon Survey |
| 192081 -            | 2006 BW142               | 26 gennaio 2006  | Spacewatch          |
| 192082 -            | 2006 BX145               | 30 gennaio 2006  | Yeung, W. K. Y.     |
| 192083 -            | 2006 BS155               | 25 gennaio 2006  | Spacewatch          |
| 192084 -            | 2006 BV155               | 25 gennaio 2006  | Spacewatch          |
| 192085 -            | 2006 BY163               | 26 gennaio 2006  | Mount Lemmon Survey |
| 192086 -            | 2006 BL166               | 26 gennaio 2006  | Mount Lemmon Survey |
| 192087 -            | 2006 BM167               | 26 gennaio 2006  | Mount Lemmon Survey |
| 192088 -            | 2006 BG169               | 26 gennaio 2006  | Mount Lemmon Survey |
| 192089 -            | 2006 BM183               | 27 gennaio 2006  | LONEOS              |
| 192090 -            | 2006 BQ192               | 30 gennaio 2006  | Spacewatch          |
| 192091 -            | 2006 BQ196               | 30 gennaio 2006  | Spacewatch          |
| 192092 -            | 2006 BD200               | 30 gennaio 2006  | Spacewatch          |
| 192093 -            | 2006 BG200               | 31 gennaio 2006  | Spacewatch          |
| 192094 -            | 2006 BH203               | 31 gennaio 2006  | Spacewatch          |
| 192095 -            | 2006 BJ207               | 31 gennaio 2006  | Mount Lemmon Survey |
| 192096 -            | 2006 BX207               | 31 gennaio 2006  | CSS                 |
| 192097 -            | 2006 BF210               | 31 gennaio 2006  | CSS                 |
| 192098 -            | 2006 BT252               | 31 gennaio 2006  | Spacewatch          |
| 192099 -            | 2006 BS253               | 31 gennaio 2006  | Spacewatch          |
| 192100 -            | 2006 BA269               | 27 gennaio 2006  | CSS                 |

## 192101-192200
| Nome             | Designazione provvisoria | Data di scoperta | Scopritore             |
| ---------------- | ------------------------ | ---------------- | ---------------------- |
| 192101 -         | 2006 BO270               | 31 gennaio 2006  | CSS                    |
| 192102 -         | 2006 BY278               | 26 gennaio 2006  | Spacewatch             |
| 192103 -         | 2006 CL11                | 1 febbraio 2006  | Spacewatch             |
| 192104 -         | 2006 CK12                | 1 febbraio 2006  | Spacewatch             |
| 192105 -         | 2006 CL18                | 1 febbraio 2006  | Spacewatch             |
| 192106 -         | 2006 CE23                | 1 febbraio 2006  | Spacewatch             |
| 192107 -         | 2006 CD26                | 2 febbraio 2006  | Spacewatch             |
| 192108 -         | 2006 CO29                | 2 febbraio 2006  | Spacewatch             |
| 192109 -         | 2006 CK39                | 2 febbraio 2006  | Spacewatch             |
| 192110 -         | 2006 CR43                | 2 febbraio 2006  | Mount Lemmon Survey    |
| 192111 -         | 2006 CT44                | 3 febbraio 2006  | Spacewatch             |
| 192112 -         | 2006 CX56                | 4 febbraio 2006  | Spacewatch             |
| 192113 -         | 2006 CB57                | 4 febbraio 2006  | Mount Lemmon Survey    |
| 192114 -         | 2006 CR66                | 2 febbraio 2006  | Spacewatch             |
| 192115 -         | 2006 DG2                 | 20 febbraio 2006 | Spacewatch             |
| 192116 -         | 2006 DM9                 | 21 febbraio 2006 | CSS                    |
| 192117 -         | 2006 DF27                | 20 febbraio 2006 | Spacewatch             |
| 192118 -         | 2006 DN30                | 20 febbraio 2006 | Spacewatch             |
| 192119 -         | 2006 DG32                | 20 febbraio 2006 | Mount Lemmon Survey    |
| 192120 -         | 2006 DB44                | 20 febbraio 2006 | Spacewatch             |
| 192121 -         | 2006 DG45                | 20 febbraio 2006 | Spacewatch             |
| 192122 -         | 2006 DB53                | 24 febbraio 2006 | Spacewatch             |
| 192123 -         | 2006 DJ59                | 24 febbraio 2006 | Mount Lemmon Survey    |
| 192124 -         | 2006 DO59                | 24 febbraio 2006 | Mount Lemmon Survey    |
| 192125 -         | 2006 DB69                | 20 febbraio 2006 | CSS                    |
| 192126 -         | 2006 DF74                | 23 febbraio 2006 | LONEOS                 |
| 192127 -         | 2006 DY77                | 24 febbraio 2006 | Spacewatch             |
| 192128 -         | 2006 DV94                | 24 febbraio 2006 | Spacewatch             |
| 192129 -         | 2006 DN98                | 25 febbraio 2006 | Spacewatch             |
| 192130 -         | 2006 DZ101               | 25 febbraio 2006 | Spacewatch             |
| 192131 -         | 2006 DD116               | 27 febbraio 2006 | Spacewatch             |
| 192132 -         | 2006 DK120               | 21 febbraio 2006 | CSS                    |
| 192133 -         | 2006 DZ120               | 22 febbraio 2006 | CSS                    |
| 192134 -         | 2006 DJ124               | 24 febbraio 2006 | Mount Lemmon Survey    |
| 192135 -         | 2006 DF159               | 27 febbraio 2006 | Spacewatch             |
| 192136 -         | 2006 DS160               | 27 febbraio 2006 | Spacewatch             |
| 192137 -         | 2006 DZ187               | 27 febbraio 2006 | Spacewatch             |
| 192138 -         | 2006 DX195               | 20 febbraio 2006 | Spacewatch             |
| 192139 -         | 2006 DC198               | 25 febbraio 2006 | LONEOS                 |
| 192140 -         | 2006 EV26                | 3 marzo 2006     | Spacewatch             |
| 192141 -         | 2006 EB41                | 4 marzo 2006     | Spacewatch             |
| 192142 -         | 2006 FB2                 | 23 marzo 2006    | CSS                    |
| 192143 -         | 2006 FC8                 | 23 marzo 2006    | Mount Lemmon Survey    |
| 192144 -         | 2006 FR9                 | 24 marzo 2006    | Lowe, A.               |
| 192145 -         | 2006 FG21                | 24 marzo 2006    | Mount Lemmon Survey    |
| 192146 -         | 2006 FP22                | 24 marzo 2006    | Mount Lemmon Survey    |
| 192147 -         | 2006 FS40                | 26 marzo 2006    | Spacewatch             |
| 192148 -         | 2006 FK43                | 29 marzo 2006    | LINEAR                 |
| 192149 -         | 2006 FV47                | 24 marzo 2006    | LONEOS                 |
| 192150 -         | 2006 GC40                | 6 aprile 2006    | LINEAR                 |
| 192151 -         | 2006 HD5                 | 19 aprile 2006   | CSS                    |
| 192152 -         | 2006 HC7                 | 19 aprile 2006   | NEAT                   |
| 192153 -         | 2006 HH8                 | 19 aprile 2006   | Spacewatch             |
| 192154 -         | 2006 HN9                 | 19 aprile 2006   | LONEOS                 |
| 192155 Hargittai | 2006 HZ17                | 21 aprile 2006   | Sárneczky, K.          |
| 192156 -         | 2006 HP42                | 23 aprile 2006   | LINEAR                 |
| 192157 -         | 2006 VZ113               | 13 novembre 2006 | San Marcello           |
| 192158 Christian | 2006 XF4                 | 14 dicembre 2006 | Apitzsch, R.           |
| 192159 -         | 2007 BP16                | 17 gennaio 2007  | CSS                    |
| 192160 -         | 2007 BX28                | 24 gennaio 2007  | Nyukasa                |
| 192161 -         | 2007 CY3                 | 6 febbraio 2007  | Mount Lemmon Survey    |
| 192162 -         | 2007 CN41                | 7 febbraio 2007  | Spacewatch             |
| 192163 -         | 2007 CM42                | 7 febbraio 2007  | Mount Lemmon Survey    |
| 192164 -         | 2007 DB11                | 17 febbraio 2007 | Spacewatch             |
| 192165 -         | 2007 DG13                | 16 febbraio 2007 | NEAT                   |
| 192166 -         | 2007 DJ18                | 17 febbraio 2007 | Spacewatch             |
| 192167 -         | 2007 DQ18                | 17 febbraio 2007 | Spacewatch             |
| 192168 -         | 2007 DT53                | 19 febbraio 2007 | Mount Lemmon Survey    |
| 192169 -         | 2007 DR75                | 21 febbraio 2007 | Spacewatch             |
| 192170 -         | 2007 DV82                | 23 febbraio 2007 | Spacewatch             |
| 192171 -         | 2007 DC83                | 24 febbraio 2007 | LINEAR                 |
| 192172 -         | 2007 DO105               | 17 febbraio 2007 | Spacewatch             |
| 192173 -         | 2007 EF42                | 9 marzo 2007     | Spacewatch             |
| 192174 -         | 2007 EG51                | 10 marzo 2007    | NEAT                   |
| 192175 -         | 2007 EL72                | 10 marzo 2007    | Spacewatch             |
| 192176 -         | 2007 ER149               | 12 marzo 2007    | Mount Lemmon Survey    |
| 192177 -         | 2007 EB182               | 14 marzo 2007    | Spacewatch             |
| 192178 Lijieshou | 2007 EA200               | 10 marzo 2007    | PMO NEO Survey Program |
| 192179 -         | 2007 EQ210               | 8 marzo 2007     | NEAT                   |
| 192180 -         | 2007 ED213               | 14 marzo 2007    | Siding Spring Survey   |
| 192181 -         | 2007 EC214               | 12 marzo 2007    | Spacewatch             |
| 192182 -         | 2007 EP217               | 11 marzo 2007    | Mount Lemmon Survey    |
| 192183 -         | 2007 FG12                | 17 marzo 2007    | LONEOS                 |
| 192184 -         | 2007 FW35                | 25 marzo 2007    | CSS                    |
| 192185 -         | 2007 FS43                | 18 marzo 2007    | Spacewatch             |
| 192186 -         | 2007 GA5                 | 12 aprile 2007   | Ries, W.               |
| 192187 -         | 2007 GF9                 | 8 aprile 2007    | Spacewatch             |
| 192188 -         | 2007 GR9                 | 8 aprile 2007    | Siding Spring Survey   |
| 192189 -         | 2007 GT23                | 11 aprile 2007   | Spacewatch             |
| 192190 -         | 2007 GG33                | 11 aprile 2007   | CSS                    |
| 192191 -         | 2007 GH39                | 14 aprile 2007   | Spacewatch             |
| 192192 -         | 2007 GX45                | 14 aprile 2007   | Spacewatch             |
| 192193 -         | 2007 GP48                | 14 aprile 2007   | Spacewatch             |
| 192194 -         | 2007 GW53                | 14 aprile 2007   | Spacewatch             |
| 192195 -         | 2007 GM71                | 14 aprile 2007   | CSS                    |
| 192196 -         | 2007 HU2                 | 16 aprile 2007   | Mount Lemmon Survey    |
| 192197 -         | 2007 HR4                 | 19 aprile 2007   | Birtwhistle, P.        |
| 192198 -         | 2007 HJ12                | 19 aprile 2007   | Mount Lemmon Survey    |
| 192199 -         | 2007 HE25                | 18 aprile 2007   | Spacewatch             |
| 192200 -         | 2007 HN52                | 20 aprile 2007   | Spacewatch             |

## 192201-192300
| Nome                  | Designazione provvisoria | Data di scoperta  | Scopritore                                                |
| --------------------- | ------------------------ | ----------------- | --------------------------------------------------------- |
| 192201 -              | 2007 HA61                | 20 aprile 2007    | Spacewatch                                                |
| 192202 -              | 2007 HP70                | 19 aprile 2007    | Spacewatch                                                |
| 192203 -              | 2007 HH90                | 22 aprile 2007    | Siding Spring Survey                                      |
| 192204 -              | 2007 JN21                | 12 maggio 2007    | Hönig, S. F., Teamo, N.                                   |
| 192205 -              | 2007 JJ27                | 9 maggio 2007     | Spacewatch                                                |
| 192206 -              | 2007 JR28                | 10 maggio 2007    | Mount Lemmon Survey                                       |
| 192207 -              | 2007 JB33                | 12 maggio 2007    | Mount Lemmon Survey                                       |
| 192208 Tzu Chi        | 2007 JX33                | 11 maggio 2007    | Shih, C.-Y., Ye, Q.-z.                                    |
| 192209 -              | 2007 JL38                | 12 maggio 2007    | Mount Lemmon Survey                                       |
| 192210 -              | 2007 JY41                | 15 maggio 2007    | Mount Lemmon Survey                                       |
| 192211 -              | 2007 KO3                 | 17 maggio 2007    | CSS                                                       |
| 192212 -              | 2007 LM1                 | 5 giugno 2007     | CSS                                                       |
| 192213 -              | 2007 LE28                | 15 giugno 2007    | Spacewatch                                                |
| 192214 -              | 2007 LA34                | 5 giugno 2007     | CSS                                                       |
| 192215 -              | 2007 MH19                | 21 giugno 2007    | Mount Lemmon Survey                                       |
| 192216 -              | 2007 ML20                | 23 giugno 2007    | Spacewatch                                                |
| 192217 -              | 2007 PT9                 | 9 agosto 2007     | Chante-Perdrix                                            |
| 192218 -              | 2007 PX45                | 10 agosto 2007    | Spacewatch                                                |
| 192219 -              | 2007 RO23                | 3 settembre 2007  | CSS                                                       |
| 192220 Oicles         | 2007 RZ132               | 14 settembre 2007 | Schwab, E., Kling, R.                                     |
| 192221 -              | 2007 RQ278               | 5 settembre 2007  | Siding Spring Survey                                      |
| 192222 -              | 2007 RZ281               | 15 settembre 2007 | CSS                                                       |
| 192223 -              | 2007 VM6                 | 3 novembre 2007   | Mount Lemmon Survey                                       |
| 192224 -              | 2007 VO6                 | 4 novembre 2007   | Mount Lemmon Survey                                       |
| 192225 -              | 2007 WT20                | 18 novembre 2007  | Mount Lemmon Survey                                       |
| 192226 -              | 2008 AB112               | 15 gennaio 2008   | Spacewatch                                                |
| 192227 -              | 2008 AD118               | 13 gennaio 2008   | CSS                                                       |
| 192228 -              | 2008 BE33                | 30 gennaio 2008   | Spacewatch                                                |
| 192229 -              | 2008 CA12                | 3 febbraio 2008   | Spacewatch                                                |
| 192230 -              | 2008 CQ40                | 2 febbraio 2008   | Spacewatch                                                |
| 192231 -              | 2008 CK45                | 2 febbraio 2008   | Spacewatch                                                |
| 192232 -              | 2008 CN48                | 3 febbraio 2008   | Spacewatch                                                |
| 192233 -              | 2008 CV83                | 7 febbraio 2008   | Spacewatch                                                |
| 192234 -              | 2008 CS189               | 13 febbraio 2008  | CSS                                                       |
| 192235 -              | 2008 CE201               | 13 febbraio 2008  | Mount Lemmon Survey                                       |
| 192236 -              | 2008 CO202               | 8 febbraio 2008   | Spacewatch                                                |
| 192237 -              | 2008 DS1                 | 24 febbraio 2008  | Mount Lemmon Survey                                       |
| 192238 -              | 2008 DP29                | 26 febbraio 2008  | Spacewatch                                                |
| 192239 -              | 2008 DG40                | 27 febbraio 2008  | Spacewatch                                                |
| 192240 -              | 2008 DL54                | 27 febbraio 2008  | CSS                                                       |
| 192241 -              | 2008 DA70                | 26 febbraio 2008  | Mount Lemmon Survey                                       |
| 192242 -              | 2008 DF85                | 28 febbraio 2008  | Spacewatch                                                |
| 192243 -              | 2008 EY32                | 1 marzo 2008      | Spacewatch                                                |
| 192244 -              | 2008 EP39                | 4 marzo 2008      | Spacewatch                                                |
| 192245 -              | 2008 EG50                | 6 marzo 2008      | Mount Lemmon Survey                                       |
| 192246 -              | 2008 EY57                | 7 marzo 2008      | Mount Lemmon Survey                                       |
| 192247 -              | 2008 EJ98                | 2 marzo 2008      | CSS                                                       |
| 192248 -              | 2008 EK99                | 4 marzo 2008      | CSS                                                       |
| 192249 -              | 2008 EC119               | 9 marzo 2008      | Mount Lemmon Survey                                       |
| 192250 -              | 2008 FS39                | 28 marzo 2008     | Spacewatch                                                |
| 192251 -              | 2008 FF69                | 28 marzo 2008     | Mount Lemmon Survey                                       |
| 192252 -              | 2008 FC70                | 28 marzo 2008     | Spacewatch                                                |
| 192253 -              | 2008 FK80                | 27 marzo 2008     | Mount Lemmon Survey                                       |
| 192254 -              | 2008 GB20                | 3 aprile 2008     | Spacewatch                                                |
| 192255 -              | 2008 GM36                | 3 aprile 2008     | Spacewatch                                                |
| 192256 -              | 2008 GS54                | 5 aprile 2008     | Mount Lemmon Survey                                       |
| 192257 -              | 2008 GD60                | 5 aprile 2008     | CSS                                                       |
| 192258 -              | 2008 GB76                | 7 aprile 2008     | Mount Lemmon Survey                                       |
| 192259 -              | 2008 GR107               | 12 aprile 2008    | CSS                                                       |
| 192260 -              | 2008 GQ134               | 4 aprile 2008     | CSS                                                       |
| 192261 -              | 2008 HB6                 | 24 aprile 2008    | Spacewatch                                                |
| 192262 -              | 2008 HO8                 | 24 aprile 2008    | Spacewatch                                                |
| 192263 -              | 2008 HZ16                | 25 aprile 2008    | CSS                                                       |
| 192264 -              | 2008 HH38                | 28 aprile 2008    | LINEAR                                                    |
| 192265 -              | 2008 KV15                | 27 maggio 2008    | Spacewatch                                                |
| 192266 -              | 2008 KN31                | 29 maggio 2008    | Spacewatch                                                |
| 192267 -              | 2008 KT33                | 29 maggio 2008    | Mount Lemmon Survey                                       |
| 192268 -              | 2008 LD12                | 7 giugno 2008     | Spacewatch                                                |
| 192269 -              | 2008 OB4                 | 26 luglio 2008    | Siding Spring Survey                                      |
| 192270 -              | 7642 P-L                 | 17 ottobre 1960   | van Houten, C. J., van Houten-Groeneveld, I., Gehrels, T. |
| 192271 -              | 3310 T-1                 | 26 marzo 1971     | van Houten, C. J., van Houten-Groeneveld, I., Gehrels, T. |
| 192272 -              | 1132 T-2                 | 29 settembre 1973 | van Houten, C. J., van Houten-Groeneveld, I., Gehrels, T. |
| 192273 -              | 2299 T-2                 | 29 settembre 1973 | van Houten, C. J., van Houten-Groeneveld, I., Gehrels, T. |
| 192274 -              | 1169 T-3                 | 17 ottobre 1977   | van Houten, C. J., van Houten-Groeneveld, I., Gehrels, T. |
| 192275 -              | 2227 T-3                 | 16 ottobre 1977   | van Houten, C. J., van Houten-Groeneveld, I., Gehrels, T. |
| 192276 -              | 2498 T-3                 | 16 ottobre 1977   | van Houten, C. J., van Houten-Groeneveld, I., Gehrels, T. |
| 192277 -              | 3126 T-3                 | 16 ottobre 1977   | van Houten, C. J., van Houten-Groeneveld, I., Gehrels, T. |
| 192278 -              | 3148 T-3                 | 16 ottobre 1977   | van Houten, C. J., van Houten-Groeneveld, I., Gehrels, T. |
| 192279 -              | 3153 T-3                 | 16 ottobre 1977   | van Houten, C. J., van Houten-Groeneveld, I., Gehrels, T. |
| 192280 -              | 3534 T-3                 | 16 ottobre 1977   | van Houten, C. J., van Houten-Groeneveld, I., Gehrels, T. |
| 192281 -              | 1978 UC7                 | 27 ottobre 1978   | Olmstead, C. M.                                           |
| 192282 -              | 1979 MY4                 | 25 giugno 1979    | Helin, E. F., Bus, S. J.                                  |
| 192283 -              | 1981 EE3                 | 2 marzo 1981      | Bus, S. J.                                                |
| 192284 -              | 1981 EL11                | 7 marzo 1981      | Bus, S. J.                                                |
| 192285 -              | 1981 EU12                | 1 marzo 1981      | Bus, S. J.                                                |
| 192286 -              | 1981 ES15                | 1 marzo 1981      | Bus, S. J.                                                |
| 192287 -              | 1981 EL22                | 2 marzo 1981      | Bus, S. J.                                                |
| 192288 -              | 1981 EF34                | 1 marzo 1981      | Bus, S. J.                                                |
| 192289 -              | 1981 EQ45                | 1 marzo 1981      | Bus, S. J.                                                |
| 192290 -              | 1989 QT                  | 26 agosto 1989    | McNaught, R. H.                                           |
| 192291 Palindrome     | 1990 QX19                | 17 agosto 1990    | Lowe, A.                                                  |
| 192292 -              | 1990 RC7                 | 13 settembre 1990 | Debehogne, H.                                             |
| 192293 Dominikbrunner | 1990 TA2                 | 10 ottobre 1990   | Börngen, F., Schmadel, L. D.                              |
| 192294 -              | 1991 TE15                | 6 ottobre 1991    | Lowe, A.                                                  |
| 192295 -              | 1991 TN15                | 6 ottobre 1991    | Lowe, A.                                                  |
| 192296 -              | 1991 TA16                | 6 ottobre 1991    | Lowe, A.                                                  |
| 192297 -              | 1992 DX9                 | 29 febbraio 1992  | UESAC                                                     |
| 192298 -              | 1992 ES2                 | 6 marzo 1992      | Spacewatch                                                |
| 192299 -              | 1992 EW4                 | 1 marzo 1992      | UESAC                                                     |
| 192300 -              | 1992 SY9                 | 27 settembre 1992 | Spacewatch                                                |

## 192301-192400
| Nome               | Designazione provvisoria | Data di scoperta  | Scopritore                           |
| ------------------ | ------------------------ | ----------------- | ------------------------------------ |
| 192301 -           | 1992 SQ10                | 27 settembre 1992 | Spacewatch                           |
| 192302 -           | 1993 BL8                 | 21 gennaio 1993   | Spacewatch                           |
| 192303 -           | 1993 FJ7                 | 17 marzo 1993     | UESAC                                |
| 192304 -           | 1993 FK40                | 19 marzo 1993     | UESAC                                |
| 192305 -           | 1993 FE45                | 19 marzo 1993     | UESAC                                |
| 192306 -           | 1993 FB80                | 17 marzo 1993     | UESAC                                |
| 192307 -           | 1993 RM16                | 15 settembre 1993 | Debehogne, H., Elst, E. W.           |
| 192308 -           | 1993 TK7                 | 9 ottobre 1993    | Spacewatch                           |
| 192309 -           | 1993 TK26                | 9 ottobre 1993    | Elst, E. W.                          |
| 192310 -           | 1993 TN26                | 9 ottobre 1993    | Elst, E. W.                          |
| 192311 -           | 1993 TS29                | 9 ottobre 1993    | Elst, E. W.                          |
| 192312 -           | 1994 AT9                 | 8 gennaio 1994    | Spacewatch                           |
| 192313 -           | 1994 AV13                | 12 gennaio 1994   | Spacewatch                           |
| 192314 -           | 1994 CN1                 | 9 febbraio 1994   | Farra d'Isonzo                       |
| 192315 -           | 1994 JO4                 | 3 maggio 1994     | Spacewatch                           |
| 192316 -           | 1994 JH6                 | 4 maggio 1994     | Spacewatch                           |
| 192317 -           | 1994 PO26                | 12 agosto 1994    | Elst, E. W.                          |
| 192318 -           | 1994 RH16                | 3 settembre 1994  | Elst, E. W.                          |
| 192319 -           | 1994 RY24                | 5 settembre 1994  | Elst, E. W.                          |
| 192320 -           | 1994 RA28                | 5 settembre 1994  | Elst, E. W.                          |
| 192321 -           | 1994 SE11                | 29 settembre 1994 | Spacewatch                           |
| 192322 -           | 1994 SN11                | 29 settembre 1994 | Spacewatch                           |
| 192323 -           | 1994 SD12                | 29 settembre 1994 | Spacewatch                           |
| 192324 -           | 1994 TD7                 | 4 ottobre 1994    | Spacewatch                           |
| 192325 -           | 1994 UL8                 | 28 ottobre 1994   | Spacewatch                           |
| 192326 -           | 1994 UT8                 | 28 ottobre 1994   | Spacewatch                           |
| 192327 -           | 1994 VS3                 | 1 novembre 1994   | Spacewatch                           |
| 192328 -           | 1994 WW5                 | 28 novembre 1994  | Spacewatch                           |
| 192329 -           | 1995 BE14                | 31 gennaio 1995   | Spacewatch                           |
| 192330 -           | 1995 BN15                | 31 gennaio 1995   | Spacewatch                           |
| 192331 -           | 1995 CB6                 | 1 febbraio 1995   | Spacewatch                           |
| 192332 -           | 1995 FA                  | 21 marzo 1995     | Stroncone                            |
| 192333 -           | 1995 FG5                 | 23 marzo 1995     | Spacewatch                           |
| 192334 -           | 1995 GU6                 | 6 aprile 1995     | Spacewatch                           |
| 192335 -           | 1995 HD4                 | 26 aprile 1995    | Spacewatch                           |
| 192336 -           | 1995 KK3                 | 25 maggio 1995    | Spacewatch                           |
| 192337 -           | 1995 ME2                 | 23 giugno 1995    | Spacewatch                           |
| 192338 -           | 1995 MM5                 | 23 giugno 1995    | Spacewatch                           |
| 192339 -           | 1995 OD4                 | 22 luglio 1995    | Spacewatch                           |
| 192340 -           | 1995 OE14                | 23 luglio 1995    | Spacewatch                           |
| 192341 -           | 1995 QF6                 | 22 agosto 1995    | Spacewatch                           |
| 192342 -           | 1995 SP14                | 18 settembre 1995 | Spacewatch                           |
| 192343 -           | 1995 SU14                | 18 settembre 1995 | Spacewatch                           |
| 192344 -           | 1995 SY15                | 18 settembre 1995 | Spacewatch                           |
| 192345 -           | 1995 SG24                | 19 settembre 1995 | Spacewatch                           |
| 192346 -           | 1995 ST31                | 21 settembre 1995 | Spacewatch                           |
| 192347 -           | 1995 SK32                | 21 settembre 1995 | Spacewatch                           |
| 192348 -           | 1995 SY37                | 24 settembre 1995 | Spacewatch                           |
| 192349 -           | 1995 SV44                | 25 settembre 1995 | Spacewatch                           |
| 192350 -           | 1995 SW49                | 26 settembre 1995 | Spacewatch                           |
| 192351 -           | 1995 SM51                | 26 settembre 1995 | Spacewatch                           |
| 192352 -           | 1995 SE86                | 26 settembre 1995 | Spacewatch                           |
| 192353 Wangdazhong | 1995 TS1                 | 14 ottobre 1995   | Beijing Schmidt CCD Asteroid Program |
| 192354 -           | 1995 TV2                 | 15 ottobre 1995   | Spacewatch                           |
| 192355 -           | 1995 TL3                 | 15 ottobre 1995   | Spacewatch                           |
| 192356 -           | 1995 UB12                | 17 ottobre 1995   | Spacewatch                           |
| 192357 -           | 1995 UY16                | 17 ottobre 1995   | Spacewatch                           |
| 192358 -           | 1995 VT4                 | 14 novembre 1995  | Spacewatch                           |
| 192359 -           | 1995 VY7                 | 14 novembre 1995  | Spacewatch                           |
| 192360 -           | 1995 VN11                | 15 novembre 1995  | Spacewatch                           |
| 192361 -           | 1995 VB17                | 15 novembre 1995  | Spacewatch                           |
| 192362 -           | 1995 VC18                | 15 novembre 1995  | Spacewatch                           |
| 192363 -           | 1995 WR9                 | 16 novembre 1995  | Spacewatch                           |
| 192364 -           | 1995 WB16                | 17 novembre 1995  | Spacewatch                           |
| 192365 -           | 1995 WU25                | 18 novembre 1995  | Spacewatch                           |
| 192366 -           | 1995 XP3                 | 14 dicembre 1995  | Spacewatch                           |
| 192367 -           | 1995 YF25                | 16 dicembre 1995  | Spacewatch                           |
| 192368 -           | 1996 AT5                 | 12 gennaio 1996   | Spacewatch                           |
| 192369 -           | 1996 AC6                 | 12 gennaio 1996   | Spacewatch                           |
| 192370 -           | 1996 AG10                | 13 gennaio 1996   | Spacewatch                           |
| 192371 -           | 1996 AD12                | 14 gennaio 1996   | Spacewatch                           |
| 192372 -           | 1996 AB14                | 15 gennaio 1996   | Spacewatch                           |
| 192373 -           | 1996 BL6                 | 18 gennaio 1996   | Spacewatch                           |
| 192374 -           | 1996 BP6                 | 19 gennaio 1996   | Spacewatch                           |
| 192375 -           | 1996 BR7                 | 19 gennaio 1996   | Spacewatch                           |
| 192376 -           | 1996 EH6                 | 11 marzo 1996     | Spacewatch                           |
| 192377 -           | 1996 EL11                | 12 marzo 1996     | Spacewatch                           |
| 192378 -           | 1996 FZ10                | 20 marzo 1996     | Spacewatch                           |
| 192379 -           | 1996 GS6                 | 12 aprile 1996    | Spacewatch                           |
| 192380 -           | 1996 GR11                | 14 aprile 1996    | Spacewatch                           |
| 192381 -           | 1996 HT4                 | 18 aprile 1996    | Spacewatch                           |
| 192382 -           | 1996 JM8                 | 12 maggio 1996    | Spacewatch                           |
| 192383 -           | 1996 JD10                | 13 maggio 1996    | Spacewatch                           |
| 192384 -           | 1996 KN2                 | 18 maggio 1996    | Spacewatch                           |
| 192385 -           | 1996 RO12                | 8 settembre 1996  | Spacewatch                           |
| 192386 -           | 1996 RE14                | 8 settembre 1996  | Spacewatch                           |
| 192387 -           | 1996 RV15                | 13 settembre 1996 | Spacewatch                           |
| 192388 -           | 1996 RD29                | 11 settembre 1996 | Uppsala-DLR Trojan Survey            |
| 192389 -           | 1996 RT29                | 12 settembre 1996 | Uppsala-DLR Trojan Survey            |
| 192390 -           | 1996 RO30                | 13 settembre 1996 | Uppsala-DLR Trojan Survey            |
| 192391 Yunda       | 1996 TQ2                 | 3 ottobre 1996    | Beijing Schmidt CCD Asteroid Program |
| 192392 -           | 1996 TM18                | 4 ottobre 1996    | Spacewatch                           |
| 192393 -           | 1996 TT22                | 6 ottobre 1996    | Spacewatch                           |
| 192394 -           | 1996 TJ35                | 11 ottobre 1996   | Spacewatch                           |
| 192395 -           | 1996 TN36                | 12 ottobre 1996   | Spacewatch                           |
| 192396 -           | 1996 XP3                 | 1 dicembre 1996   | Spacewatch                           |
| 192397 -           | 1996 XZ5                 | 7 dicembre 1996   | Kobayashi, T.                        |
| 192398 -           | 1996 XL10                | 2 dicembre 1996   | Spacewatch                           |
| 192399 -           | 1996 XL29                | 13 dicembre 1996  | Spacewatch                           |
| 192400 -           | 1997 AG2                 | 3 gennaio 1997    | Kobayashi, T.                        |

## 192401-192500
| Nome                 | Designazione provvisoria | Data di scoperta  | Scopritore                           |
| -------------------- | ------------------------ | ----------------- | ------------------------------------ |
| 192401 -             | 1997 AR8                 | 2 gennaio 1997    | Spacewatch                           |
| 192402 -             | 1997 AW12                | 10 gennaio 1997   | Kobayashi, T.                        |
| 192403 -             | 1997 BQ4                 | 31 gennaio 1997   | Spacewatch                           |
| 192404 -             | 1997 EE19                | 3 marzo 1997      | Spacewatch                           |
| 192405 -             | 1997 EU21                | 4 marzo 1997      | Spacewatch                           |
| 192406 -             | 1997 EK26                | 4 marzo 1997      | Spacewatch                           |
| 192407 -             | 1997 EY30                | 5 marzo 1997      | Spacewatch                           |
| 192408 -             | 1997 GD1                 | 2 aprile 1997     | Spacewatch                           |
| 192409 -             | 1997 GX13                | 3 aprile 1997     | LINEAR                               |
| 192410 -             | 1997 GD25                | 7 aprile 1997     | Spacewatch                           |
| 192411 -             | 1997 GX31                | 15 aprile 1997    | Spacewatch                           |
| 192412 -             | 1997 HQ7                 | 30 aprile 1997    | LINEAR                               |
| 192413 -             | 1997 HN9                 | 30 aprile 1997    | LINEAR                               |
| 192414 -             | 1997 LG17                | 8 giugno 1997     | Elst, E. W.                          |
| 192415 -             | 1997 LM18                | 8 giugno 1997     | Spacewatch                           |
| 192416 -             | 1997 MA1                 | 28 giugno 1997    | Viscome, G. R.                       |
| 192417 -             | 1997 NS7                 | 7 luglio 1997     | Spacewatch                           |
| 192418 -             | 1997 PC3                 | 10 agosto 1997    | Pravec, P.                           |
| 192419 -             | 1997 SM18                | 28 settembre 1997 | Spacewatch                           |
| 192420 -             | 1997 SP20                | 28 settembre 1997 | Spacewatch                           |
| 192421 -             | 1997 SU20                | 28 settembre 1997 | Spacewatch                           |
| 192422 -             | 1997 SH21                | 29 settembre 1997 | Spacewatch                           |
| 192423 -             | 1997 SM26                | 28 settembre 1997 | Spacewatch                           |
| 192424 -             | 1997 SL30                | 30 settembre 1997 | Spacewatch                           |
| 192425 -             | 1997 ST35                | 29 settembre 1997 | Spacewatch                           |
| 192426 -             | 1997 TJ3                 | 3 ottobre 1997    | ODAS                                 |
| 192427 -             | 1997 TD4                 | 3 ottobre 1997    | ODAS                                 |
| 192428 -             | 1997 TZ5                 | 2 ottobre 1997    | ODAS                                 |
| 192429 -             | 1997 TO9                 | 2 ottobre 1997    | Spacewatch                           |
| 192430 -             | 1997 TD13                | 3 ottobre 1997    | Spacewatch                           |
| 192431 -             | 1997 TS21                | 4 ottobre 1997    | Spacewatch                           |
| 192432 -             | 1997 TA24                | 11 ottobre 1997   | Spacewatch                           |
| 192433 -             | 1997 TL26                | 8 ottobre 1997    | Kawasato, N.                         |
| 192434 -             | 1997 US1                 | 23 ottobre 1997   | Spacewatch                           |
| 192435 -             | 1997 UJ2                 | 24 ottobre 1997   | Spacewatch                           |
| 192436 -             | 1997 UU6                 | 23 ottobre 1997   | Spacewatch                           |
| 192437 -             | 1997 UA16                | 23 ottobre 1997   | Spacewatch                           |
| 192438 -             | 1997 UN27                | 26 ottobre 1997   | Cima Ekar                            |
| 192439 Cílek         | 1997 VC                  | 1 novembre 1997   | Tichá, J., Tichý, M.                 |
| 192440 -             | 1997 VH7                 | 2 novembre 1997   | Beijing Schmidt CCD Asteroid Program |
| 192441 -             | 1997 WH1                 | 19 novembre 1997  | Beijing Schmidt CCD Asteroid Program |
| 192442 -             | 1997 WJ3                 | 22 novembre 1997  | Spacewatch                           |
| 192443 -             | 1997 WY5                 | 23 novembre 1997  | Spacewatch                           |
| 192444 -             | 1997 WY9                 | 21 novembre 1997  | Spacewatch                           |
| 192445 -             | 1997 WG14                | 22 novembre 1997  | Spacewatch                           |
| 192446 -             | 1997 WA15                | 23 novembre 1997  | Spacewatch                           |
| 192447 -             | 1997 WR15                | 23 novembre 1997  | Spacewatch                           |
| 192448 -             | 1997 WY15                | 23 novembre 1997  | Spacewatch                           |
| 192449 -             | 1997 WG20                | 25 novembre 1997  | Spacewatch                           |
| 192450 Xinjiangdaxue | 1997 WY21                | 23 novembre 1997  | Beijing Schmidt CCD Asteroid Program |
| 192451 -             | 1997 WQ42                | 29 novembre 1997  | LINEAR                               |
| 192452 -             | 1997 YQ2                 | 21 dicembre 1997  | Sato, N.                             |
| 192453 -             | 1998 BV3                 | 18 gennaio 1998   | Spacewatch                           |
| 192454 -             | 1998 BQ5                 | 22 gennaio 1998   | Spacewatch                           |
| 192455 -             | 1998 BQ20                | 22 gennaio 1998   | Spacewatch                           |
| 192456 -             | 1998 BU23                | 26 gennaio 1998   | Spacewatch                           |
| 192457 -             | 1998 BM33                | 31 gennaio 1998   | Kobayashi, T.                        |
| 192458 -             | 1998 DG1                 | 19 febbraio 1998  | Klet                                 |
| 192459 -             | 1998 DS6                 | 17 febbraio 1998  | Spacewatch                           |
| 192460 -             | 1998 DT16                | 22 febbraio 1998  | Spacewatch                           |
| 192461 -             | 1998 DE19                | 24 febbraio 1998  | Spacewatch                           |
| 192462 -             | 1998 EZ7                 | 2 marzo 1998      | Beijing Schmidt CCD Asteroid Program |
| 192463 -             | 1998 FU4                 | 23 marzo 1998     | Spacewatch                           |
| 192464 -             | 1998 FJ8                 | 20 marzo 1998     | Spacewatch                           |
| 192465 -             | 1998 FM14                | 26 marzo 1998     | ODAS                                 |
| 192466 -             | 1998 FJ16                | 30 marzo 1998     | Klet                                 |
| 192467 -             | 1998 FH28                | 20 marzo 1998     | LINEAR                               |
| 192468 -             | 1998 FH40                | 20 marzo 1998     | LINEAR                               |
| 192469 -             | 1998 FF48                | 20 marzo 1998     | LINEAR                               |
| 192470 -             | 1998 FV53                | 20 marzo 1998     | LINEAR                               |
| 192471 -             | 1998 FF59                | 20 marzo 1998     | LINEAR                               |
| 192472 -             | 1998 FO64                | 20 marzo 1998     | LINEAR                               |
| 192473 -             | 1998 FX71                | 20 marzo 1998     | LINEAR                               |
| 192474 -             | 1998 FM72                | 20 marzo 1998     | LINEAR                               |
| 192475 -             | 1998 FR122               | 20 marzo 1998     | LINEAR                               |
| 192476 -             | 1998 FN133               | 20 marzo 1998     | LINEAR                               |
| 192477 -             | 1998 FF134               | 20 marzo 1998     | LINEAR                               |
| 192478 -             | 1998 FM138               | 28 marzo 1998     | LINEAR                               |
| 192479 -             | 1998 FO138               | 28 marzo 1998     | LINEAR                               |
| 192480 -             | 1998 FZ138               | 28 marzo 1998     | LINEAR                               |
| 192481 -             | 1998 GQ2                 | 2 aprile 1998     | LINEAR                               |
| 192482 -             | 1998 GS8                 | 2 aprile 1998     | LINEAR                               |
| 192483 -             | 1998 HS2                 | 20 aprile 1998    | Spacewatch                           |
| 192484 -             | 1998 HE4                 | 19 aprile 1998    | Spacewatch                           |
| 192485 -             | 1998 HM5                 | 22 aprile 1998    | Spacewatch                           |
| 192486 -             | 1998 HP7                 | 23 aprile 1998    | LINEAR                               |
| 192487 -             | 1998 HG11                | 18 aprile 1998    | Spacewatch                           |
| 192488 -             | 1998 HK22                | 20 aprile 1998    | LINEAR                               |
| 192489 -             | 1998 HU22                | 20 aprile 1998    | LINEAR                               |
| 192490 -             | 1998 HU23                | 28 aprile 1998    | Spacewatch                           |
| 192491 -             | 1998 HU27                | 22 aprile 1998    | Spacewatch                           |
| 192492 -             | 1998 HA35                | 20 aprile 1998    | LINEAR                               |
| 192493 -             | 1998 HG42                | 24 aprile 1998    | Spacewatch                           |
| 192494 -             | 1998 HF62                | 21 aprile 1998    | LINEAR                               |
| 192495 -             | 1998 HJ64                | 21 aprile 1998    | LINEAR                               |
| 192496 -             | 1998 HS66                | 21 aprile 1998    | LINEAR                               |
| 192497 -             | 1998 HJ89                | 21 aprile 1998    | LINEAR                               |
| 192498 -             | 1998 KA7                 | 22 maggio 1998    | LONEOS                               |
| 192499 -             | 1998 KT10                | 22 maggio 1998    | Spacewatch                           |
| 192500 -             | 1998 KT15                | 22 maggio 1998    | LINEAR                               |

## 192501-192600
| Nome     | Designazione provvisoria | Data di scoperta  | Scopritore                           |
| -------- | ------------------------ | ----------------- | ------------------------------------ |
| 192501 - | 1998 KD17                | 26 maggio 1998    | Spacewatch                           |
| 192502 - | 1998 KN26                | 26 maggio 1998    | Spacewatch                           |
| 192503 - | 1998 KO32                | 22 maggio 1998    | LINEAR                               |
| 192504 - | 1998 MC14                | 20 giugno 1998    | ODAS                                 |
| 192505 - | 1998 MU14                | 20 giugno 1998    | Spacewatch                           |
| 192506 - | 1998 MS15                | 25 giugno 1998    | Spacewatch                           |
| 192507 - | 1998 MQ37                | 24 giugno 1998    | LONEOS                               |
| 192508 - | 1998 OP13                | 26 luglio 1998    | Elst, E. W.                          |
| 192509 - | 1998 QL5                 | 22 agosto 1998    | Beijing Schmidt CCD Asteroid Program |
| 192510 - | 1998 QX29                | 25 agosto 1998    | Beijing Schmidt CCD Asteroid Program |
| 192511 - | 1998 QR73                | 24 agosto 1998    | LINEAR                               |
| 192512 - | 1998 QB76                | 24 agosto 1998    | LINEAR                               |
| 192513 - | 1998 QZ103               | 26 agosto 1998    | Elst, E. W.                          |
| 192514 - | 1998 RP12                | 14 settembre 1998 | Spacewatch                           |
| 192515 - | 1998 RS15                | 1 settembre 1998  | Beijing Schmidt CCD Asteroid Program |
| 192516 - | 1998 RK16                | 10 settembre 1998 | ODAS                                 |
| 192517 - | 1998 RF20                | 14 settembre 1998 | LINEAR                               |
| 192518 - | 1998 RW29                | 14 settembre 1998 | LINEAR                               |
| 192519 - | 1998 RE48                | 14 settembre 1998 | LINEAR                               |
| 192520 - | 1998 RS63                | 14 settembre 1998 | LINEAR                               |
| 192521 - | 1998 RK67                | 14 settembre 1998 | LINEAR                               |
| 192522 - | 1998 RJ76                | 14 settembre 1998 | LINEAR                               |
| 192523 - | 1998 RT80                | 13 settembre 1998 | Spacewatch                           |
| 192524 - | 1998 RY80                | 15 settembre 1998 | LONEOS                               |
| 192525 - | 1998 SM12                | 21 settembre 1998 | Visnjan                              |
| 192526 - | 1998 SP15                | 16 settembre 1998 | Spacewatch                           |
| 192527 - | 1998 ST17                | 17 settembre 1998 | Spacewatch                           |
| 192528 - | 1998 SG41                | 25 settembre 1998 | Spacewatch                           |
| 192529 - | 1998 SU48                | 27 settembre 1998 | Spacewatch                           |
| 192530 - | 1998 SE52                | 28 settembre 1998 | Spacewatch                           |
| 192531 - | 1998 SC62                | 18 settembre 1998 | LONEOS                               |
| 192532 - | 1998 SZ63                | 20 settembre 1998 | Elst, E. W.                          |
| 192533 - | 1998 SB70                | 21 settembre 1998 | LINEAR                               |
| 192534 - | 1998 SN80                | 26 settembre 1998 | LINEAR                               |
| 192535 - | 1998 SW85                | 26 settembre 1998 | LINEAR                               |
| 192536 - | 1998 SF88                | 26 settembre 1998 | LINEAR                               |
| 192537 - | 1998 SL89                | 26 settembre 1998 | LINEAR                               |
| 192538 - | 1998 SE97                | 26 settembre 1998 | LINEAR                               |
| 192539 - | 1998 SC119               | 26 settembre 1998 | LINEAR                               |
| 192540 - | 1998 SN120               | 26 settembre 1998 | LINEAR                               |
| 192541 - | 1998 SY124               | 26 settembre 1998 | LINEAR                               |
| 192542 - | 1998 SO144               | 20 settembre 1998 | Elst, E. W.                          |
| 192543 - | 1998 SD146               | 20 settembre 1998 | Elst, E. W.                          |
| 192544 - | 1998 SM157               | 26 settembre 1998 | LINEAR                               |
| 192545 - | 1998 SS160               | 26 settembre 1998 | LINEAR                               |
| 192546 - | 1998 TE1                 | 12 ottobre 1998   | Spacewatch                           |
| 192547 - | 1998 TW6                 | 1 ottobre 1998    | Spacewatch                           |
| 192548 - | 1998 TE7                 | 14 ottobre 1998   | ODAS                                 |
| 192549 - | 1998 TJ14                | 14 ottobre 1998   | Spacewatch                           |
| 192550 - | 1998 TC20                | 13 ottobre 1998   | Spacewatch                           |
| 192551 - | 1998 TY24                | 14 ottobre 1998   | Spacewatch                           |
| 192552 - | 1998 TP26                | 14 ottobre 1998   | Spacewatch                           |
| 192553 - | 1998 TH27                | 15 ottobre 1998   | Spacewatch                           |
| 192554 - | 1998 TU27                | 15 ottobre 1998   | Spacewatch                           |
| 192555 - | 1998 TV27                | 15 ottobre 1998   | Spacewatch                           |
| 192556 - | 1998 UP5                 | 22 ottobre 1998   | ODAS                                 |
| 192557 - | 1998 UE13                | 18 ottobre 1998   | Spacewatch                           |
| 192558 - | 1998 UM44                | 17 ottobre 1998   | Beijing Schmidt CCD Asteroid Program |
| 192559 - | 1998 VO                  | 10 novembre 1998  | LINEAR                               |
| 192560 - | 1998 VT                  | 11 novembre 1998  | LONEOS                               |
| 192561 - | 1998 VA9                 | 10 novembre 1998  | LINEAR                               |
| 192562 - | 1998 VP17                | 10 novembre 1998  | LINEAR                               |
| 192563 - | 1998 WZ6                 | 23 novembre 1998  | Kobayashi, T.                        |
| 192564 - | 1998 WL22                | 18 novembre 1998  | LINEAR                               |
| 192565 - | 1998 WS34                | 17 novembre 1998  | Spacewatch                           |
| 192566 - | 1998 WA35                | 18 novembre 1998  | Spacewatch                           |
| 192567 - | 1998 WD35                | 18 novembre 1998  | Spacewatch                           |
| 192568 - | 1998 WZ35                | 19 novembre 1998  | Spacewatch                           |
| 192569 - | 1998 WB36                | 19 novembre 1998  | Spacewatch                           |
| 192570 - | 1998 WS36                | 19 novembre 1998  | Spacewatch                           |
| 192571 - | 1998 WR38                | 21 novembre 1998  | Spacewatch                           |
| 192572 - | 1998 WS40                | 23 novembre 1998  | Spacewatch                           |
| 192573 - | 1998 XL                  | 6 dicembre 1998   | Tesi, L., Boattini, A.               |
| 192574 - | 1998 XQ6                 | 8 dicembre 1998   | Spacewatch                           |
| 192575 - | 1998 XM20                | 10 dicembre 1998  | Spacewatch                           |
| 192576 - | 1998 XB22                | 10 dicembre 1998  | Spacewatch                           |
| 192577 - | 1998 XT25                | 14 dicembre 1998  | Spacewatch                           |
| 192578 - | 1998 XU61                | 15 dicembre 1998  | Spacewatch                           |
| 192579 - | 1998 XN62                | 11 dicembre 1998  | LINEAR                               |
| 192580 - | 1998 XB98                | 10 dicembre 1998  | Spacewatch                           |
| 192581 - | 1998 YH16                | 22 dicembre 1998  | Spacewatch                           |
| 192582 - | 1998 YF18                | 25 dicembre 1998  | Spacewatch                           |
| 192583 - | 1999 AY9                 | 13 gennaio 1999   | Beijing Schmidt CCD Asteroid Program |
| 192584 - | 1999 AY14                | 8 gennaio 1999    | Spacewatch                           |
| 192585 - | 1999 AX22                | 15 gennaio 1999   | CSS                                  |
| 192586 - | 1999 AV29                | 13 gennaio 1999   | Spacewatch                           |
| 192587 - | 1999 AA31                | 14 gennaio 1999   | Spacewatch                           |
| 192588 - | 1999 BH1                 | 18 gennaio 1999   | Klet                                 |
| 192589 - | 1999 BM11                | 20 gennaio 1999   | ODAS                                 |
| 192590 - | 1999 BW11                | 21 gennaio 1999   | ODAS                                 |
| 192591 - | 1999 CE8                 | 13 febbraio 1999  | Hug, G., Bell, G.                    |
| 192592 - | 1999 CB11                | 12 febbraio 1999  | LINEAR                               |
| 192593 - | 1999 CJ26                | 10 febbraio 1999  | LINEAR                               |
| 192594 - | 1999 CO37                | 10 febbraio 1999  | LINEAR                               |
| 192595 - | 1999 CS47                | 10 febbraio 1999  | LINEAR                               |
| 192596 - | 1999 CU87                | 10 febbraio 1999  | LINEAR                               |
| 192597 - | 1999 CW95                | 10 febbraio 1999  | LINEAR                               |
| 192598 - | 1999 CV126               | 11 febbraio 1999  | LINEAR                               |
| 192599 - | 1999 CT137               | 9 febbraio 1999   | Spacewatch                           |
| 192600 - | 1999 CE147               | 9 febbraio 1999   | Spacewatch                           |

## 192601-192700
| Nome                  | Designazione provvisoria | Data di scoperta  | Scopritore              |
| --------------------- | ------------------------ | ----------------- | ----------------------- |
| 192601 -              | 1999 CK159               | 9 febbraio 1999   | Spacewatch              |
| 192602 -              | 1999 EQ2                 | 10 marzo 1999     | Spacewatch              |
| 192603 -              | 1999 EA9                 | 15 marzo 1999     | Spacewatch              |
| 192604 -              | 1999 EO13                | 10 marzo 1999     | Spacewatch              |
| 192605 -              | 1999 FE12                | 18 marzo 1999     | Spacewatch              |
| 192606 -              | 1999 FE42                | 20 marzo 1999     | LINEAR                  |
| 192607 -              | 1999 FB60                | 19 marzo 1999     | Spacewatch              |
| 192608 -              | 1999 FH60                | 19 marzo 1999     | ODAS                    |
| 192609 -              | 1999 GY3                 | 12 aprile 1999    | Griffin, I. P.          |
| 192610 -              | 1999 GH10                | 11 aprile 1999    | Spacewatch              |
| 192611 -              | 1999 GX26                | 7 aprile 1999     | LINEAR                  |
| 192612 -              | 1999 GT39                | 12 aprile 1999    | LINEAR                  |
| 192613 -              | 1999 GL46                | 12 aprile 1999    | LINEAR                  |
| 192614 -              | 1999 GY54                | 6 aprile 1999     | Spacewatch              |
| 192615 -              | 1999 GP56                | 9 aprile 1999     | Spacewatch              |
| 192616 -              | 1999 GF58                | 7 aprile 1999     | LINEAR                  |
| 192617 -              | 1999 HX9                 | 17 aprile 1999    | LINEAR                  |
| 192618 -              | 1999 JP4                 | 10 maggio 1999    | LINEAR                  |
| 192619 -              | 1999 JQ4                 | 10 maggio 1999    | LINEAR                  |
| 192620 -              | 1999 JV5                 | 12 maggio 1999    | LINEAR                  |
| 192621 -              | 1999 JN11                | 10 maggio 1999    | LINEAR                  |
| 192622 -              | 1999 JW26                | 10 maggio 1999    | LINEAR                  |
| 192623 -              | 1999 JR36                | 10 maggio 1999    | LINEAR                  |
| 192624 -              | 1999 JJ44                | 10 maggio 1999    | LINEAR                  |
| 192625 -              | 1999 JS101               | 13 maggio 1999    | LINEAR                  |
| 192626 Glennunderhill | 1999 JR133               | 14 maggio 1999    | CSS                     |
| 192627 -              | 1999 KS                  | 16 maggio 1999    | CSS                     |
| 192628 -              | 1999 KK3                 | 17 maggio 1999    | Spacewatch              |
| 192629 -              | 1999 KM11                | 18 maggio 1999    | LINEAR                  |
| 192630 -              | 1999 LL                  | 5 giugno 1999     | Zoltowski, F. B.        |
| 192631 -              | 1999 LG29                | 9 giugno 1999     | Spacewatch              |
| 192632 -              | 1999 NL53                | 12 luglio 1999    | LINEAR                  |
| 192633 -              | 1999 NT56                | 12 luglio 1999    | LINEAR                  |
| 192634 -              | 1999 NF60                | 13 luglio 1999    | LINEAR                  |
| 192635 -              | 1999 QT                  | 17 agosto 1999    | Spacewatch              |
| 192636 -              | 1999 QL2                 | 31 agosto 1999    | Šarounová, L.           |
| 192637 -              | 1999 RD6                 | 3 settembre 1999  | Spacewatch              |
| 192638 -              | 1999 RC10                | 7 settembre 1999  | LINEAR                  |
| 192639 -              | 1999 RR20                | 7 settembre 1999  | LINEAR                  |
| 192640 -              | 1999 RY20                | 7 settembre 1999  | LINEAR                  |
| 192641 -              | 1999 RG23                | 7 settembre 1999  | LINEAR                  |
| 192642 -              | 1999 RD32                | 8 settembre 1999  | LINEAR                  |
| 192643 -              | 1999 RG39                | 6 settembre 1999  | CSS                     |
| 192644 -              | 1999 RS39                | 7 settembre 1999  | CSS                     |
| 192645 -              | 1999 RJ47                | 7 settembre 1999  | LINEAR                  |
| 192646 -              | 1999 RZ67                | 7 settembre 1999  | LINEAR                  |
| 192647 -              | 1999 RU71                | 7 settembre 1999  | LINEAR                  |
| 192648 -              | 1999 RO76                | 7 settembre 1999  | LINEAR                  |
| 192649 -              | 1999 RV78                | 7 settembre 1999  | LINEAR                  |
| 192650 -              | 1999 RF80                | 7 settembre 1999  | LINEAR                  |
| 192651 -              | 1999 RS80                | 7 settembre 1999  | LINEAR                  |
| 192652 -              | 1999 RM81                | 7 settembre 1999  | LINEAR                  |
| 192653 -              | 1999 RD103               | 8 settembre 1999  | LINEAR                  |
| 192654 -              | 1999 RZ106               | 8 settembre 1999  | LINEAR                  |
| 192655 -              | 1999 RQ107               | 8 settembre 1999  | LINEAR                  |
| 192656 -              | 1999 RF121               | 9 settembre 1999  | LINEAR                  |
| 192657 -              | 1999 RD125               | 9 settembre 1999  | LINEAR                  |
| 192658 -              | 1999 RU130               | 9 settembre 1999  | LINEAR                  |
| 192659 -              | 1999 RJ134               | 9 settembre 1999  | LINEAR                  |
| 192660 -              | 1999 RD150               | 9 settembre 1999  | LINEAR                  |
| 192661 -              | 1999 RU155               | 9 settembre 1999  | LINEAR                  |
| 192662 -              | 1999 RK161               | 9 settembre 1999  | LINEAR                  |
| 192663 -              | 1999 RS169               | 9 settembre 1999  | LINEAR                  |
| 192664 -              | 1999 RK179               | 9 settembre 1999  | LINEAR                  |
| 192665 -              | 1999 RS181               | 14 settembre 1999 | Spacewatch              |
| 192666 -              | 1999 RC189               | 9 settembre 1999  | LINEAR                  |
| 192667 -              | 1999 RC199               | 10 settembre 1999 | LINEAR                  |
| 192668 -              | 1999 RQ199               | 8 settembre 1999  | LINEAR                  |
| 192669 -              | 1999 RD203               | 8 settembre 1999  | LINEAR                  |
| 192670 -              | 1999 RR206               | 8 settembre 1999  | LINEAR                  |
| 192671 -              | 1999 RF213               | 11 settembre 1999 | LINEAR                  |
| 192672 -              | 1999 RW219               | 4 settembre 1999  | CSS                     |
| 192673 -              | 1999 RD222               | 7 settembre 1999  | CSS                     |
| 192674 -              | 1999 RB224               | 7 settembre 1999  | CSS                     |
| 192675 -              | 1999 RG226               | 4 settembre 1999  | CSS                     |
| 192676 -              | 1999 RK239               | 8 settembre 1999  | CSS                     |
| 192677 -              | 1999 RR252               | 8 settembre 1999  | LINEAR                  |
| 192678 -              | 1999 SM10                | 30 settembre 1999 | LINEAR                  |
| 192679 -              | 1999 SO12                | 30 settembre 1999 | LINEAR                  |
| 192680 -              | 1999 SE17                | 30 settembre 1999 | CSS                     |
| 192681 -              | 1999 SJ21                | 30 settembre 1999 | Spacewatch              |
| 192682 -              | 1999 SF26                | 30 settembre 1999 | Spacewatch              |
| 192683 -              | 1999 SO27                | 29 settembre 1999 | LONEOS                  |
| 192684 -              | 1999 TW6                 | 6 ottobre 1999    | Korlević, K., Jurić, M. |
| 192685 -              | 1999 TA8                 | 7 ottobre 1999    | Crni Vrh                |
| 192686 Aljuroma       | 1999 TU17                | 15 ottobre 1999   | Ehring, N.              |
| 192687 -              | 1999 TC21                | 7 ottobre 1999    | Tucker, R. A.           |
| 192688 -              | 1999 TQ22                | 3 ottobre 1999    | Spacewatch              |
| 192689 -              | 1999 TF25                | 3 ottobre 1999    | LINEAR                  |
| 192690 -              | 1999 TO35                | 4 ottobre 1999    | LINEAR                  |
| 192691 -              | 1999 TY39                | 3 ottobre 1999    | CSS                     |
| 192692 -              | 1999 TH41                | 2 ottobre 1999    | Spacewatch              |
| 192693 -              | 1999 TH42                | 3 ottobre 1999    | Spacewatch              |
| 192694 -              | 1999 TM44                | 3 ottobre 1999    | Spacewatch              |
| 192695 -              | 1999 TB48                | 4 ottobre 1999    | Spacewatch              |
| 192696 -              | 1999 TO54                | 6 ottobre 1999    | Spacewatch              |
| 192697 -              | 1999 TB60                | 7 ottobre 1999    | Spacewatch              |
| 192698 -              | 1999 TF60                | 7 ottobre 1999    | Spacewatch              |
| 192699 -              | 1999 TL60                | 7 ottobre 1999    | Spacewatch              |
| 192700 -              | 1999 TJ61                | 7 ottobre 1999    | Spacewatch              |

## 192701-192800
| Nome     | Designazione provvisoria | Data di scoperta | Scopritore |
| -------- | ------------------------ | ---------------- | ---------- |
| 192701 - | 1999 TB63                | 7 ottobre 1999   | Spacewatch |
| 192702 - | 1999 TR67                | 8 ottobre 1999   | Spacewatch |
| 192703 - | 1999 TD77                | 10 ottobre 1999  | Spacewatch |
| 192704 - | 1999 TQ78                | 11 ottobre 1999  | Spacewatch |
| 192705 - | 1999 TN81                | 12 ottobre 1999  | Spacewatch |
| 192706 - | 1999 TX90                | 2 ottobre 1999   | LINEAR     |
| 192707 - | 1999 TM94                | 2 ottobre 1999   | LINEAR     |
| 192708 - | 1999 TW102               | 2 ottobre 1999   | LINEAR     |
| 192709 - | 1999 TM105               | 3 ottobre 1999   | LINEAR     |
| 192710 - | 1999 TF107               | 4 ottobre 1999   | LINEAR     |
| 192711 - | 1999 TJ107               | 4 ottobre 1999   | LINEAR     |
| 192712 - | 1999 TC112               | 4 ottobre 1999   | LINEAR     |
| 192713 - | 1999 TB124               | 4 ottobre 1999   | LINEAR     |
| 192714 - | 1999 TN125               | 4 ottobre 1999   | LINEAR     |
| 192715 - | 1999 TP127               | 4 ottobre 1999   | LINEAR     |
| 192716 - | 1999 TL130               | 6 ottobre 1999   | LINEAR     |
| 192717 - | 1999 TJ133               | 6 ottobre 1999   | LINEAR     |
| 192718 - | 1999 TM138               | 6 ottobre 1999   | LINEAR     |
| 192719 - | 1999 TT138               | 6 ottobre 1999   | LINEAR     |
| 192720 - | 1999 TA140               | 6 ottobre 1999   | LINEAR     |
| 192721 - | 1999 TH145               | 7 ottobre 1999   | LINEAR     |
| 192722 - | 1999 TW145               | 7 ottobre 1999   | LINEAR     |
| 192723 - | 1999 TS149               | 7 ottobre 1999   | LINEAR     |
| 192724 - | 1999 TF157               | 9 ottobre 1999   | LINEAR     |
| 192725 - | 1999 TZ159               | 9 ottobre 1999   | LINEAR     |
| 192726 - | 1999 TJ161               | 9 ottobre 1999   | LINEAR     |
| 192727 - | 1999 TS169               | 10 ottobre 1999  | LINEAR     |
| 192728 - | 1999 TU169               | 10 ottobre 1999  | LINEAR     |
| 192729 - | 1999 TR182               | 11 ottobre 1999  | LINEAR     |
| 192730 - | 1999 TR188               | 12 ottobre 1999  | LINEAR     |
| 192731 - | 1999 TG190               | 12 ottobre 1999  | LINEAR     |
| 192732 - | 1999 TF192               | 12 ottobre 1999  | LINEAR     |
| 192733 - | 1999 TV192               | 12 ottobre 1999  | LINEAR     |
| 192734 - | 1999 TD193               | 12 ottobre 1999  | LINEAR     |
| 192735 - | 1999 TK193               | 12 ottobre 1999  | LINEAR     |
| 192736 - | 1999 TQ201               | 13 ottobre 1999  | LINEAR     |
| 192737 - | 1999 TR205               | 13 ottobre 1999  | LINEAR     |
| 192738 - | 1999 TU212               | 15 ottobre 1999  | LINEAR     |
| 192739 - | 1999 TZ213               | 15 ottobre 1999  | LINEAR     |
| 192740 - | 1999 TF214               | 15 ottobre 1999  | LINEAR     |
| 192741 - | 1999 TX214               | 15 ottobre 1999  | LINEAR     |
| 192742 - | 1999 TL215               | 15 ottobre 1999  | LINEAR     |
| 192743 - | 1999 TG225               | 2 ottobre 1999   | Spacewatch |
| 192744 - | 1999 TQ225               | 2 ottobre 1999   | Spacewatch |
| 192745 - | 1999 TO226               | 3 ottobre 1999   | Spacewatch |
| 192746 - | 1999 TT237               | 4 ottobre 1999   | Spacewatch |
| 192747 - | 1999 TX242               | 4 ottobre 1999   | Spacewatch |
| 192748 - | 1999 TX249               | 9 ottobre 1999   | CSS        |
| 192749 - | 1999 TN251               | 9 ottobre 1999   | CSS        |
| 192750 - | 1999 TB254               | 11 ottobre 1999  | Spacewatch |
| 192751 - | 1999 TF255               | 9 ottobre 1999   | Spacewatch |
| 192752 - | 1999 TH256               | 9 ottobre 1999   | LINEAR     |
| 192753 - | 1999 TD259               | 9 ottobre 1999   | LINEAR     |
| 192754 - | 1999 TU262               | 15 ottobre 1999  | Spacewatch |
| 192755 - | 1999 TL265               | 3 ottobre 1999   | LINEAR     |
| 192756 - | 1999 TQ268               | 3 ottobre 1999   | LINEAR     |
| 192757 - | 1999 TH270               | 3 ottobre 1999   | LINEAR     |
| 192758 - | 1999 TU271               | 3 ottobre 1999   | LINEAR     |
| 192759 - | 1999 TK280               | 8 ottobre 1999   | LINEAR     |
| 192760 - | 1999 TH289               | 10 ottobre 1999  | LINEAR     |
| 192761 - | 1999 TR292               | 12 ottobre 1999  | LINEAR     |
| 192762 - | 1999 TR293               | 12 ottobre 1999  | LINEAR     |
| 192763 - | 1999 TW297               | 2 ottobre 1999   | Spacewatch |
| 192764 - | 1999 TF302               | 3 ottobre 1999   | CSS        |
| 192765 - | 1999 TV313               | 9 ottobre 1999   | LINEAR     |
| 192766 - | 1999 TH315               | 9 ottobre 1999   | LINEAR     |
| 192767 - | 1999 TV319               | 9 ottobre 1999   | Spacewatch |
| 192768 - | 1999 TB320               | 10 ottobre 1999  | LINEAR     |
| 192769 - | 1999 TF321               | 11 ottobre 1999  | Spacewatch |
| 192770 - | 1999 TB322               | 8 ottobre 1999   | LONEOS     |
| 192771 - | 1999 UY6                 | 29 ottobre 1999  | Spacewatch |
| 192772 - | 1999 UH11                | 31 ottobre 1999  | Bickel, W. |
| 192773 - | 1999 UB12                | 29 ottobre 1999  | Spacewatch |
| 192774 - | 1999 UY12                | 29 ottobre 1999  | CSS        |
| 192775 - | 1999 UE16                | 29 ottobre 1999  | CSS        |
| 192776 - | 1999 UQ16                | 29 ottobre 1999  | CSS        |
| 192777 - | 1999 UU17                | 30 ottobre 1999  | Spacewatch |
| 192778 - | 1999 UW19                | 31 ottobre 1999  | Spacewatch |
| 192779 - | 1999 UO24                | 28 ottobre 1999  | CSS        |
| 192780 - | 1999 UY24                | 28 ottobre 1999  | CSS        |
| 192781 - | 1999 UG25                | 28 ottobre 1999  | CSS        |
| 192782 - | 1999 UU25                | 30 ottobre 1999  | CSS        |
| 192783 - | 1999 UV26                | 30 ottobre 1999  | CSS        |
| 192784 - | 1999 UH27                | 30 ottobre 1999  | Spacewatch |
| 192785 - | 1999 UK30                | 31 ottobre 1999  | Spacewatch |
| 192786 - | 1999 UW30                | 31 ottobre 1999  | Spacewatch |
| 192787 - | 1999 UE34                | 31 ottobre 1999  | Spacewatch |
| 192788 - | 1999 UH34                | 31 ottobre 1999  | Spacewatch |
| 192789 - | 1999 UA35                | 31 ottobre 1999  | Spacewatch |
| 192790 - | 1999 UC35                | 31 ottobre 1999  | Spacewatch |
| 192791 - | 1999 UX41                | 19 ottobre 1999  | Spacewatch |
| 192792 - | 1999 UT45                | 31 ottobre 1999  | CSS        |
| 192793 - | 1999 UT54                | 19 ottobre 1999  | Spacewatch |
| 192794 - | 1999 UY54                | 19 ottobre 1999  | Spacewatch |
| 192795 - | 1999 UX55                | 19 ottobre 1999  | Spacewatch |
| 192796 - | 1999 UR56                | 28 ottobre 1999  | CSS        |
| 192797 - | 1999 US56                | 28 ottobre 1999  | CSS        |
| 192798 - | 1999 UV58                | 30 ottobre 1999  | Spacewatch |
| 192799 - | 1999 VB1                 | 4 novembre 1999  | Powell     |
| 192800 - | 1999 VZ3                 | 1 novembre 1999  | CSS        |

## 192801-192900
| Nome     | Designazione provvisoria | Data di scoperta | Scopritore             |
| -------- | ------------------------ | ---------------- | ---------------------- |
| 192801 - | 1999 VG4                 | 1 novembre 1999  | CSS                    |
| 192802 - | 1999 VO16                | 2 novembre 1999  | Spacewatch             |
| 192803 - | 1999 VF21                | 10 novembre 1999 | Korlević, K.           |
| 192804 - | 1999 VZ31                | 3 novembre 1999  | LINEAR                 |
| 192805 - | 1999 VX44                | 4 novembre 1999  | CSS                    |
| 192806 - | 1999 VR45                | 4 novembre 1999  | CSS                    |
| 192807 - | 1999 VX56                | 4 novembre 1999  | LINEAR                 |
| 192808 - | 1999 VO59                | 4 novembre 1999  | LINEAR                 |
| 192809 - | 1999 VW61                | 4 novembre 1999  | LINEAR                 |
| 192810 - | 1999 VL63                | 4 novembre 1999  | LINEAR                 |
| 192811 - | 1999 VC68                | 4 novembre 1999  | LINEAR                 |
| 192812 - | 1999 VO69                | 4 novembre 1999  | LINEAR                 |
| 192813 - | 1999 VO70                | 4 novembre 1999  | LINEAR                 |
| 192814 - | 1999 VG71                | 4 novembre 1999  | LINEAR                 |
| 192815 - | 1999 VP76                | 5 novembre 1999  | Spacewatch             |
| 192816 - | 1999 VR76                | 5 novembre 1999  | Spacewatch             |
| 192817 - | 1999 VQ79                | 4 novembre 1999  | LINEAR                 |
| 192818 - | 1999 VK81                | 4 novembre 1999  | LINEAR                 |
| 192819 - | 1999 VK82                | 5 novembre 1999  | LINEAR                 |
| 192820 - | 1999 VO82                | 5 novembre 1999  | LINEAR                 |
| 192821 - | 1999 VU82                | 1 novembre 1999  | Spacewatch             |
| 192822 - | 1999 VP88                | 4 novembre 1999  | LINEAR                 |
| 192823 - | 1999 VD89                | 4 novembre 1999  | LINEAR                 |
| 192824 - | 1999 VD91                | 5 novembre 1999  | LINEAR                 |
| 192825 - | 1999 VT91                | 7 novembre 1999  | LINEAR                 |
| 192826 - | 1999 VO94                | 9 novembre 1999  | LINEAR                 |
| 192827 - | 1999 VJ97                | 9 novembre 1999  | LINEAR                 |
| 192828 - | 1999 VJ99                | 9 novembre 1999  | LINEAR                 |
| 192829 - | 1999 VL100               | 9 novembre 1999  | LINEAR                 |
| 192830 - | 1999 VU101               | 9 novembre 1999  | LINEAR                 |
| 192831 - | 1999 VY101               | 9 novembre 1999  | LINEAR                 |
| 192832 - | 1999 VF102               | 9 novembre 1999  | LINEAR                 |
| 192833 - | 1999 VP107               | 9 novembre 1999  | LINEAR                 |
| 192834 - | 1999 VZ117               | 9 novembre 1999  | Spacewatch             |
| 192835 - | 1999 VB118               | 9 novembre 1999  | Spacewatch             |
| 192836 - | 1999 VC121               | 4 novembre 1999  | Spacewatch             |
| 192837 - | 1999 VL125               | 6 novembre 1999  | Spacewatch             |
| 192838 - | 1999 VQ130               | 9 novembre 1999  | Spacewatch             |
| 192839 - | 1999 VK132               | 9 novembre 1999  | Spacewatch             |
| 192840 - | 1999 VN137               | 12 novembre 1999 | LINEAR                 |
| 192841 - | 1999 VV138               | 9 novembre 1999  | Spacewatch             |
| 192842 - | 1999 VC143               | 13 novembre 1999 | Spacewatch             |
| 192843 - | 1999 VM148               | 14 novembre 1999 | LINEAR                 |
| 192844 - | 1999 VD152               | 9 novembre 1999  | Spacewatch             |
| 192845 - | 1999 VX154               | 13 novembre 1999 | Spacewatch             |
| 192846 - | 1999 VK155               | 15 novembre 1999 | Spacewatch             |
| 192847 - | 1999 VK156               | 12 novembre 1999 | LINEAR                 |
| 192848 - | 1999 VD157               | 12 novembre 1999 | LINEAR                 |
| 192849 - | 1999 VS161               | 14 novembre 1999 | LINEAR                 |
| 192850 - | 1999 VH166               | 14 novembre 1999 | LINEAR                 |
| 192851 - | 1999 VL175               | 10 novembre 1999 | Spacewatch             |
| 192852 - | 1999 VD176               | 2 novembre 1999  | CSS                    |
| 192853 - | 1999 VU176               | 5 novembre 1999  | LINEAR                 |
| 192854 - | 1999 VA178               | 6 novembre 1999  | LINEAR                 |
| 192855 - | 1999 VT187               | 15 novembre 1999 | LINEAR                 |
| 192856 - | 1999 VG190               | 15 novembre 1999 | LINEAR                 |
| 192857 - | 1999 VX198               | 3 novembre 1999  | CSS                    |
| 192858 - | 1999 VT201               | 3 novembre 1999  | LINEAR                 |
| 192859 - | 1999 VB213               | 12 novembre 1999 | LINEAR                 |
| 192860 - | 1999 VS219               | 5 novembre 1999  | Spacewatch             |
| 192861 - | 1999 VO220               | 3 novembre 1999  | LINEAR                 |
| 192862 - | 1999 VE223               | 5 novembre 1999  | LINEAR                 |
| 192863 - | 1999 WR5                 | 29 novembre 1999 | Spacewatch             |
| 192864 - | 1999 WP9                 | 30 novembre 1999 | Kojima, T.             |
| 192865 - | 1999 WL15                | 29 novembre 1999 | Spacewatch             |
| 192866 - | 1999 WS16                | 30 novembre 1999 | Spacewatch             |
| 192867 - | 1999 WS18                | 30 novembre 1999 | Spacewatch             |
| 192868 - | 1999 WZ18                | 30 novembre 1999 | Spacewatch             |
| 192869 - | 1999 XB14                | 5 dicembre 1999  | LINEAR                 |
| 192870 - | 1999 XE19                | 3 dicembre 1999  | LINEAR                 |
| 192871 - | 1999 XV20                | 5 dicembre 1999  | LINEAR                 |
| 192872 - | 1999 XK25                | 6 dicembre 1999  | LINEAR                 |
| 192873 - | 1999 XJ27                | 6 dicembre 1999  | LINEAR                 |
| 192874 - | 1999 XN30                | 6 dicembre 1999  | LINEAR                 |
| 192875 - | 1999 XF39                | 6 dicembre 1999  | LINEAR                 |
| 192876 - | 1999 XE43                | 7 dicembre 1999  | LINEAR                 |
| 192877 - | 1999 XP46                | 7 dicembre 1999  | LINEAR                 |
| 192878 - | 1999 XD47                | 7 dicembre 1999  | LINEAR                 |
| 192879 - | 1999 XX52                | 7 dicembre 1999  | LINEAR                 |
| 192880 - | 1999 XP59                | 7 dicembre 1999  | LINEAR                 |
| 192881 - | 1999 XR59                | 7 dicembre 1999  | LINEAR                 |
| 192882 - | 1999 XT61                | 7 dicembre 1999  | LINEAR                 |
| 192883 - | 1999 XT67                | 7 dicembre 1999  | LINEAR                 |
| 192884 - | 1999 XJ75                | 7 dicembre 1999  | LINEAR                 |
| 192885 - | 1999 XA94                | 7 dicembre 1999  | LINEAR                 |
| 192886 - | 1999 XR100               | 7 dicembre 1999  | LINEAR                 |
| 192887 - | 1999 XZ103               | 3 dicembre 1999  | Shimizu, Y., Urata, T. |
| 192888 - | 1999 XB113               | 11 dicembre 1999 | LINEAR                 |
| 192889 - | 1999 XA115               | 11 dicembre 1999 | LINEAR                 |
| 192890 - | 1999 XP115               | 5 dicembre 1999  | CSS                    |
| 192891 - | 1999 XK117               | 5 dicembre 1999  | CSS                    |
| 192892 - | 1999 XZ118               | 5 dicembre 1999  | CSS                    |
| 192893 - | 1999 XM122               | 7 dicembre 1999  | CSS                    |
| 192894 - | 1999 XU130               | 12 dicembre 1999 | LINEAR                 |
| 192895 - | 1999 XS134               | 5 dicembre 1999  | LINEAR                 |
| 192896 - | 1999 XW137               | 2 dicembre 1999  | Spacewatch             |
| 192897 - | 1999 XH142               | 12 dicembre 1999 | LINEAR                 |
| 192898 - | 1999 XB145               | 7 dicembre 1999  | Spacewatch             |
| 192899 - | 1999 XE146               | 7 dicembre 1999  | Spacewatch             |
| 192900 - | 1999 XN151               | 7 dicembre 1999  | Spacewatch             |

## 192901-193000
| Nome     | Designazione provvisoria | Data di scoperta | Scopritore              |
| -------- | ------------------------ | ---------------- | ----------------------- |
| 192901 - | 1999 XR151               | 7 dicembre 1999  | Spacewatch              |
| 192902 - | 1999 XC156               | 8 dicembre 1999  | LINEAR                  |
| 192903 - | 1999 XX177               | 10 dicembre 1999 | LINEAR                  |
| 192904 - | 1999 XG185               | 12 dicembre 1999 | LINEAR                  |
| 192905 - | 1999 XU210               | 13 dicembre 1999 | LINEAR                  |
| 192906 - | 1999 XJ213               | 14 dicembre 1999 | LINEAR                  |
| 192907 - | 1999 XU213               | 14 dicembre 1999 | LINEAR                  |
| 192908 - | 1999 XG223               | 13 dicembre 1999 | Spacewatch              |
| 192909 - | 1999 XD227               | 15 dicembre 1999 | Spacewatch              |
| 192910 - | 1999 XG233               | 2 dicembre 1999  | LONEOS                  |
| 192911 - | 1999 XB237               | 5 dicembre 1999  | Spacewatch              |
| 192912 - | 1999 XU245               | 5 dicembre 1999  | LINEAR                  |
| 192913 - | 1999 XC247               | 5 dicembre 1999  | Spacewatch              |
| 192914 - | 1999 XY247               | 6 dicembre 1999  | LINEAR                  |
| 192915 - | 1999 XD251               | 5 dicembre 1999  | Spacewatch              |
| 192916 - | 1999 XR256               | 7 dicembre 1999  | CSS                     |
| 192917 - | 1999 YA4                 | 19 dicembre 1999 | LINEAR                  |
| 192918 - | 1999 YV9                 | 27 dicembre 1999 | Spacewatch              |
| 192919 - | 1999 YH10                | 27 dicembre 1999 | Spacewatch              |
| 192920 - | 1999 YT10                | 27 dicembre 1999 | Spacewatch              |
| 192921 - | 1999 YD11                | 27 dicembre 1999 | Spacewatch              |
| 192922 - | 1999 YM14                | 30 dicembre 1999 | LINEAR                  |
| 192923 - | 1999 YY14                | 30 dicembre 1999 | Donati, S.              |
| 192924 - | 1999 YU20                | 30 dicembre 1999 | Veillet, C.             |
| 192925 - | 1999 YU25                | 27 dicembre 1999 | Spacewatch              |
| 192926 - | 2000 AN5                 | 4 gennaio 2000   | Korlević, K.            |
| 192927 - | 2000 AH6                 | 3 gennaio 2000   | Boattini, A., Forti, G. |
| 192928 - | 2000 AP6                 | 5 gennaio 2000   | Klet                    |
| 192929 - | 2000 AT44                | 5 gennaio 2000   | Spacewatch              |
| 192930 - | 2000 AV52                | 4 gennaio 2000   | LINEAR                  |
| 192931 - | 2000 AW71                | 5 gennaio 2000   | LINEAR                  |
| 192932 - | 2000 AO92                | 2 gennaio 2000   | LINEAR                  |
| 192933 - | 2000 AN111               | 5 gennaio 2000   | LINEAR                  |
| 192934 - | 2000 AY121               | 5 gennaio 2000   | LINEAR                  |
| 192935 - | 2000 AZ149               | 7 gennaio 2000   | LINEAR                  |
| 192936 - | 2000 AV153               | 2 gennaio 2000   | LINEAR                  |
| 192937 - | 2000 AS170               | 7 gennaio 2000   | LINEAR                  |
| 192938 - | 2000 AJ185               | 7 gennaio 2000   | LINEAR                  |
| 192939 - | 2000 AK188               | 8 gennaio 2000   | LINEAR                  |
| 192940 - | 2000 AG206               | 3 gennaio 2000   | Spacewatch              |
| 192941 - | 2000 AD207               | 3 gennaio 2000   | Spacewatch              |
| 192942 - | 2000 AB219               | 8 gennaio 2000   | Spacewatch              |
| 192943 - | 2000 AJ223               | 9 gennaio 2000   | Spacewatch              |
| 192944 - | 2000 AC226               | 12 gennaio 2000  | Spacewatch              |
| 192945 - | 2000 AD227               | 10 gennaio 2000  | Spacewatch              |
| 192946 - | 2000 AQ230               | 3 gennaio 2000   | LINEAR                  |
| 192947 - | 2000 AR250               | 2 gennaio 2000   | Spacewatch              |
| 192948 - | 2000 BA                  | 16 gennaio 2000  | Comba, P. G.            |
| 192949 - | 2000 BP1                 | 27 gennaio 2000  | Spacewatch              |
| 192950 - | 2000 BQ2                 | 28 gennaio 2000  | LINEAR                  |
| 192951 - | 2000 BK7                 | 29 gennaio 2000  | LINEAR                  |
| 192952 - | 2000 BZ18                | 30 gennaio 2000  | LINEAR                  |
| 192953 - | 2000 BJ21                | 29 gennaio 2000  | Spacewatch              |
| 192954 - | 2000 BF22                | 30 gennaio 2000  | Spacewatch              |
| 192955 - | 2000 BX39                | 27 gennaio 2000  | Spacewatch              |
| 192956 - | 2000 CF8                 | 2 febbraio 2000  | LINEAR                  |
| 192957 - | 2000 CC35                | 2 febbraio 2000  | LINEAR                  |
| 192958 - | 2000 CY68                | 1 febbraio 2000  | Spacewatch              |
| 192959 - | 2000 CW71                | 7 febbraio 2000  | Spacewatch              |
| 192960 - | 2000 CY77                | 7 febbraio 2000  | Spacewatch              |
| 192961 - | 2000 CH80                | 4 febbraio 2000  | LINEAR                  |
| 192962 - | 2000 CF101               | 12 febbraio 2000 | Spacewatch              |
| 192963 - | 2000 CO110               | 6 febbraio 2000  | LINEAR                  |
| 192964 - | 2000 CF127               | 2 febbraio 2000  | LINEAR                  |
| 192965 - | 2000 CP129               | 3 febbraio 2000  | Spacewatch              |
| 192966 - | 2000 CS140               | 6 febbraio 2000  | Spacewatch              |
| 192967 - | 2000 DF9                 | 26 febbraio 2000 | Spacewatch              |
| 192968 - | 2000 DP9                 | 26 febbraio 2000 | Spacewatch              |
| 192969 - | 2000 DH10                | 26 febbraio 2000 | Spacewatch              |
| 192970 - | 2000 DV10                | 26 febbraio 2000 | Spacewatch              |
| 192971 - | 2000 DE14                | 28 febbraio 2000 | Spacewatch              |
| 192972 - | 2000 DH20                | 29 febbraio 2000 | LINEAR                  |
| 192973 - | 2000 DL23                | 29 febbraio 2000 | LINEAR                  |
| 192974 - | 2000 DF30                | 29 febbraio 2000 | LINEAR                  |
| 192975 - | 2000 DC33                | 29 febbraio 2000 | LINEAR                  |
| 192976 - | 2000 DB37                | 29 febbraio 2000 | LINEAR                  |
| 192977 - | 2000 DM39                | 29 febbraio 2000 | LINEAR                  |
| 192978 - | 2000 DO41                | 29 febbraio 2000 | LINEAR                  |
| 192979 - | 2000 DG50                | 29 febbraio 2000 | LINEAR                  |
| 192980 - | 2000 DF57                | 29 febbraio 2000 | LINEAR                  |
| 192981 - | 2000 DK57                | 29 febbraio 2000 | LINEAR                  |
| 192982 - | 2000 DX59                | 29 febbraio 2000 | LINEAR                  |
| 192983 - | 2000 DK64                | 29 febbraio 2000 | LINEAR                  |
| 192984 - | 2000 DM64                | 29 febbraio 2000 | LINEAR                  |
| 192985 - | 2000 DA65                | 29 febbraio 2000 | LINEAR                  |
| 192986 - | 2000 DM65                | 29 febbraio 2000 | LINEAR                  |
| 192987 - | 2000 DD67                | 29 febbraio 2000 | LINEAR                  |
| 192988 - | 2000 DN70                | 29 febbraio 2000 | LINEAR                  |
| 192989 - | 2000 DX72                | 29 febbraio 2000 | LINEAR                  |
| 192990 - | 2000 DK75                | 29 febbraio 2000 | LINEAR                  |
| 192991 - | 2000 DG78                | 29 febbraio 2000 | LINEAR                  |
| 192992 - | 2000 DR87                | 29 febbraio 2000 | LINEAR                  |
| 192993 - | 2000 DF90                | 27 febbraio 2000 | Spacewatch              |
| 192994 - | 2000 DQ90                | 27 febbraio 2000 | Spacewatch              |
| 192995 - | 2000 DT92                | 28 febbraio 2000 | Spacewatch              |
| 192996 - | 2000 DW108               | 29 febbraio 2000 | LINEAR                  |
| 192997 - | 2000 DP109               | 29 febbraio 2000 | LINEAR                  |
| 192998 - | 2000 DJ110               | 25 febbraio 2000 | Pauwels, T.             |
| 192999 - | 2000 DG111               | 29 febbraio 2000 | LINEAR                  |
| 193000 - | 2000 DW112               | 25 febbraio 2000 | Spacewatch              |